# Dany Lademacher
Daniël Germain Jean (Dany) Lademacher (Etterbeek, 17 juni 1950 – Zaandam, 3 juli 2025) was een Belgisch rock-gitarist, producer en componist die onder andere succes oogstte als gitarist van Wild Romance, de begeleidingsband van de Nederlandse rocker Herman Brood, en The Radios met Bart Peeters.
Lademacher schreef mee aan tal van songs van Brood waaronder de evergreen Saturday Night (1978), Never Be Clever (1979) en I Don't Need You (1979). Als producer kende hij vooral succes met de Belgische bands Machiavel en The Kids – later in de jaren negentig speelde hij bij The Radios. In 2006 werkte Lademacher aan een boek over zijn tijd met Herman Brood. Hij was ook nauw betrokken bij het maken van de langspeelfilm Wild Romance waarvoor hij onder andere de filmmuziek schreef. In 2007 ontving hij de Eddy Christiani Award.

## Voorgeschiedenis 1962-1968
Op twaalfjarige leeftijd kreeg Lademacher zijn eerste gitaar: een jazzgitaar van Famo. The Shadows waren zijn eerste invloed. In 1964 richtte hij zijn eerste band op: The Speedfingers. Al snel besloot hij zijn talent als gitarist te benutten en zich te ontwikkelen tot beroepsmuzikant. Tussen 1966 en 1968 speelde hij in de Jimi Hendrix-achtige band The Shakes waarmee hij twee albums opnam. In 1966 speelde Lademacher met The Shakes in Wolu-city festival, nabij Brussel, in het voorprogramma van The Who. De band mocht er gebruikmaken van de muziekinstallatie van Pete Townshend.

## Kleptomania 1968-1971
Met de Belgische band Kleptomania behaalde Dany Lademacher drie jaar lang de eerste plaats als gitarist in de Belgische gitaristenpolls. De band werd opgericht in 1968 door Charlie Deraedemaeker (bass), John (drums) en werd aangevuld met Francis Goya op gitaar en zanger Lou Depryck. De line-up wijzigt echter al snel. Deraedemaeker beslist door te gaan met Kleptomania met Wim Hombergen als gitarist en drummer Roger Wollaert, beiden bekend van de band “Four Of A Kind”. Lademacher vulde in 1969 het trio aan als gitarist.
Kleptomania brengt in 1970 de debuutsingle 'Kept Woman' (en 'Out Of A Nightmare') uit, tamelijk harde rock vergelijkbaar met Black Sabbath. Kleptomania doorkruiste tussen 1968 en 1971 het Belgische en Franse rockcircuit. In juni 1970 speelde de band in het voorprogramma van The Wallace Collection op het Puzzle P Festival in Brussel, in augustus op het Bilzen Rock & Jazz Festival naast Badfinger. Lademacher en Kleptomania gaven ook enkele optredens in Congo.
Hun tweede single ‘I’ve Got My Woman By My Side’ (1970), te plaatsen naast een song als ‘Black Betty’ (1978) van Ram Jam, werd hun bekendste single.

## 1971-1977
Dany Lademacher bracht enkele jaren door in Groot-Brittannië om zijn muzikale horizon te verbreden. Hij speelde er in enkele Britse bands. Terug in België ontstond in 1973 de band Lee met voornamelijk Kleptomania-leden en de Engelse zanger Michael Fowler. De singles ‘Come On Back To Me’ en ‘From L.A. To Chicago’ klonken commerciëler, maar kenden relatief weinig succes waarop Michael Fowler de band verliet en vervangen werd door de originele Kleptomania-zanger Wim Hombergen.
Lademacher & co nemen nog enkele demo’s op waaronder een cover van de sixties Byrds' classic “So You Want To Be A Rock And Roll Star”. De band speelde in het voorprogramma van Humble Pie en The Alex Harvey Band in 1974 op het Bilzen Festival en trad op in de Marquee in Londen.
Een two-tracker werd uitgebracht onder het Britse label "Kingdom", ‘Mean Old Man’ en ‘Back To The Country’ in 1975. Een jaar later volgden nog twee singles, deze keer uitgebracht onder de naam Klepto. In 1976 besliste de band het definitief voor bekeken te houden.
In 1995 verscheen een dubbelcompilatie met alle opnames (waarvan de meeste onuitgebracht waren) die Klepto(mania) maakten tussen 1969 en 1976. In maart 2006 werd 'Elephant Lost' heruitgebracht op kwaliteitsvinyl door het Duitse label "Amber Soundroom" als een dubbelalbum met bonustracks.

## Wild Romance 1977-1981 phase one

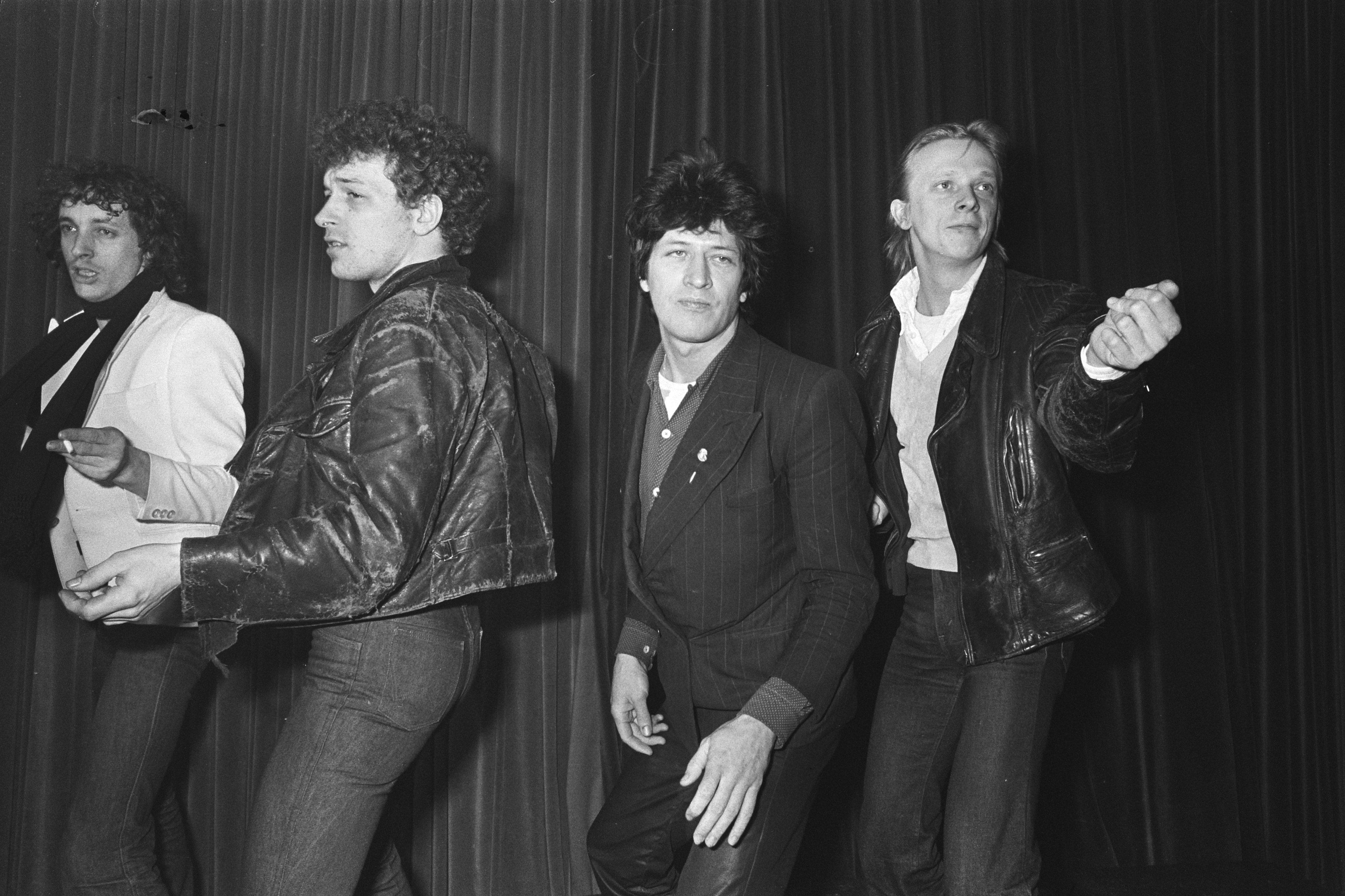
Wild Romance 1979: Ani Meerman, Freddie Cavalli, Herman Brood en Dany Lademacher

Nadat Lademacher in 1976 in opdracht van EMI “We’re Just Boys” schreef voor de band T.U.S.H. met Walter de Paduwa (a.k.a. Dr. Boogie) en Charles Deraedemaecker trad hij toe tot Herman Broods’ band Wild Romance als opvolger van Ferdi Karmelk. Lademacher werkte eerder al met Broods’ drummer Kees Meerman, waarmee hij in België een rock-conceptalbum opnam. Herman Brood en Wild Romance werd een van de meest succesvolle bands uit de geschiedenis van de rockmuziek in de Benelux.
Dany Lademacher schreef mee aan tientallen songs waaronder de internationale hit “Saturday Night” (uit het album Shpritsz) die in 1978 de 17de plaats haalde in de Amerikaanse top 100. In korte tijd groeide Herman Brood uit tot een ster. Hij toonde zich een kundig bespeler van de media en trekt in hoog tempo door het land. De band bestond toen, buiten Lademacher, uit bassist Freddie Cavalli (van Kampen) en drummer Ani (Kees) Meerman. Na het verschijnen van de live-plaat Cha Cha en de single 'Still Believe' raken ook West-Duitsland en Frankrijk geïnteresseerd.
De band toerde met The Kinks en The Cars in de Verenigde Staten. Na de tournee ontstonden scheuren in de band. De opnamesessies voor het album Go Nutz verliepen rampzalig. De Amerikaanse producers weigerden te werken met de ritmesectie van de Wild Romance en deden een beroep op anonieme studiokrachten. Het resultaat was een zielloze plaat, die in Nederland en de Verenigde Staten slecht werd ontvangen. Het feit dat Herman Brood zich dit in zijn jacht naar Amerikaanse roem allemaal heeft laten welgevallen, zorgt voor onenigheid binnen het succesvolle kwartet, dat dan ook uit elkaar viel.
In 1980 werkte Lademacher nog mee aan het album Wait A Minute, maar een jaar later stapte hij uit de band, alleszins toch voor enkele jaren. De oorzaak lag bij Brood die buiten amfetamines, ook heroïne begon te gebruiken.

## Innersleeve & Vitesse: 1980-1985
Na de hectische periode met Herman Brood hield Lademacher zich bezig met tal van andere projecten. In 1980 produceert hij in opdracht van EMI het album New Lines van de Belgische rockband Machiavel. Mede dankzij de hit ‘Fly’ haalde het album na enkele weken platina.
Datzelfde jaar kreeg Lademacher een aanbod van Mark Knopfler om bij Dire Straits te komen spelen ter vervanging van David Knopfler die de band verliet na onenigheden over de muzikale toekomst van Dire Straits. Hij ging niet in op het aanbod omdat hij dan gedegradeerd zou worden van eerste gitarist naar slaggitarist.
In 1981 produceert hij het album "Black Out" van The Kids met de hitsingle 'There Will Be No Next Time'.
Tussen 1980 en 1982 wijdde hij zich aan zijn eigen band, Innersleeve. De band bestond uit Cees van der Laarse (bas), Emile den Tex (zang), Harry Hardholt (gitaar), Roger Wollaert (drums), Jaap van der Sluijs (bass), Åke Danielson (keyboards), Ken Spence (saxophone) en Robert Jan Stips (keyboards).
Na het tegenvallende succes van Innersleeve, componeert Lademacher samen met Emile den Tex het album “Lademacher’s Innersleeve” dat bekroond wordt met een Edison Award.
In 1984 en 1985 speelt Lademacher in de groep Vitesse.

## Wild Romance 1986-1989 phase two
Begin 1986 keerde Lademacher op verzoek van Herman Brood terug bij Wild Romance. Een jaar later bracht de band het album Yada Yada uit, met de single "Sleepin’ Bird". Het album werd goed ontvangen door de Nederlandse pers. In juni stond Wild Romance op Pinkpop. In 1989 namen ze de coverplaat Hooks op en toerde de band zes weken door Duitsland. Een jaar later verscheen het album Freeze. De plaat werd opgenomen samen met Clarence Clemons, de saxofonist uit de E-Street Band van Bruce Springsteen, en de fameuze tex mex-accordeonist Flaco Jiménez. Het grote succes bleef echter uit, waardoor Brood aankondigde te stoppen met optreden.

## The Radios: 1990-1994
In 1990 vroeg Bart Peeters aan Lademacher om te spelen in een nieuwe Belgische band: The Radios. Dany speelde er als gitarist en co-componeerde enkele songs. The Radios werd al snel een popfenomeen en speelde op de grote podia in binnen- en buitenland. Ze haalden verscheidene nummer 1-hits ("She Goes Nana", "She's My Lover, She's My Friend", "Walking the Thin Line", e.a.) in verschillende landen en verkochten honderdduizenden platen. Het succesvolste album van de band is The Sound of Music, met de hitsingle "She Goes Nana" (1992).

## Latere projecten
Begin 2002 speelde Lademacher voor De Vrienden van Amstel in de Ahoy, waar hij gitaar speelde naast Shocking Blue zangeres Mariska Veres, die de opening verrichtte met het nummer 'Venus'. Zijn ontmoeting met Xander de Buisonjé had een muzikaal vervolg.
Samen met Emile den Tex produceerde Dany het debuutalbum "BEET!" van JVB, een nieuwe Nederlandstalige rockband.
Lademacher richtte samen met Dirk-Jan Vermeij de band Paris Dandies op. Ivo Severijns werd de bassist en Ramon Rambeaux de drummer. Hun eerste cd "Le Boudoir Rouge" kwam uit en kreeg zeer goede recensies.
Daarna ging hij met Xander de Buisonjé toeren en schreef hij mede de muziek voor het album Hemelsbreed, o.a. de single "Ik Zie" die in Nederland en België goed scoorde.
Hij werkte in 2002–2004 verder samen met bands zoals Busted, JVB en Rich Wyman (A Special Wild Romance) met wie hij een korte tour deed. Dany Lademacher vond onderdak bij een nieuw management.
Begin 2005 straalde hij zeven dagen lang tijdens het megaspektakel Vrienden van Amstel Live terug in de Ahoy. Datzelfde jaar ging hij op tournee met de Paris Dandies en vertrok hij voor een korte periode naar Groot-Brittannië om er samen te werken met de ex-gitarist van de Spencer Davis Group in een project waar ook Eric Clapton aan meedeed.
Samen met Xander schreef hij nummers voor diens nieuwe album en toerde hij door Nederland.
In oktober 2008 kwam In a Valley of Wolves uit, uit een samenwerking tussen Dany en Mark Ritsema, onder de bandnaam Nightporter.
In 2009 speelde Dany mee als "special guest" in de band Jules' Mescaline. 27 september 2009 speelde Dany mee bij de cd-presentatie van Jules' Mescaline in de Melkweg (Amsterdam), waar ook Manuëla Kemp meezong met een nieuw opgenomen nummer voor op het album "Pure".
In 2014 deed Lademacher een aantal optredens met verschillende Herman Brood cover- en tribute bands.

## Boek:Wild Romance, Een fijne hel
In oktober 2006 bracht Dany Lademacher het boek "Wild Romance, Een fijne hel" uit over zijn roerige tijd met Herman Brood (1977-1981). Het boek werd uitgegeven door Uitgeverij 521.
In 2007 promootte Dany Lademacher zijn boek en de film 'Wild Romance' rond Herman Brood verder in diverse televisie- en radioprogramma's in België en Nederland. In maart van dat jaar ontving hij in Vlissingen de Eddy Christiani Award.

## Discografie

### Producties
- The Meteors: "Teenage Heart" (1979)
- Machiavel: "New Lines" (1980)
- The Kids: "Black Out" (1981)
- Innersleeve: "Lademacher's Innersleeve" (1981)
- 2 Takt: "De Koning en de Nar" (1992)
- 2 Takt: "Mij Wil Jou" (1992)
- JVB "BEET!" (2002)

### Albums
- T.U.S.H: "We're just boys" (1976)
- Herman Brood & His Wild Romance: "Shpritsz" (1978)
- Herman Brood & His Wild Romance: "Cha Cha" (1978)
- Herman Brood & His Wild Romance: "Go Nutz" (1980)
- Innersleeve: "Lademacher's Innersleeve" (1981)
- Herman Brood & His Wild Romance: The best of Herman Brood & his Wild Romance (lp) (1984)
- Vitesse lp "Vanity Islands" (1984) (niet op alle nummers)
- Vitesse lp "Keepin' me alive" (1985)
- Herman Brood & His Wild Romance: "Yada Yada" (1988)
- Herman Brood & His Wild Romance: "Hooks" (1989)
- The Radios: "No Television" (1990)
- Herman Brood & His Wild Romance: "Saturday night 1975-1984" (2 cd) (1992)
- The Radios: "The sound of music" (1992)
- The Radios: "I say a little prayer (1994)
- The Radios: "Baby Yes" (1994)
- Kleptomania: "Music Emporium" (compilatie 1968-1976) (1995)
- Paris Dandies: "Le Boudoir Rouge" (2002)
- Xander de Buisonjé: "Hemelsbreed" (2003)
- Paris Dandies: "Paris Dandies" (2008)
- Dany Lademacher's Wild Romance: "Out of Heaven" (2016)

### Singles
- The Shakes: "Dust my blues" (1967)
- Herman Brood: "Saturday Night" (1978)
- Vitesse: Highway love (1984)
- Vitesse: Vanity Islands (1984)
- Vitesse: Keep up (with the Joneses) (1984)
- Vitesse: Lights In The Air (1985)
- Vitesse: You turn me on (1985)
- Vitesse: Spanish heat (1985)
- Herman Brood & His Wild Romance: "What becomes of the broken hearted" (Maxi-single)(1989)
- The Radios: "She's my lover, she's my friend (live) (1992)
- The Radios: "S.O.S. to an angel" (1992)
- The Radios: "Walking the thin line" (1992)
- The Radios: "Oh No!" (1992)
- The Radios: "She goes nana" (1993)
- The Radios: "If the sun" (1994)
- The Radios: "Teardrops" (1994)
- Innersleeve II: "Like a rolling stone" (1995)
- Paris Dandies: "Beautiful woman" (2002)
- Paris Dandies: "Rain" (2002)
- Rich Wyman & A Special Wild Romance: "Rock & Roll Junkie" (2002)
- Xander de Buisonjé: "Ik Zie" (2003)

### Meegespeeld op
- Garrison and Van Dyke / Gerritsen en van Dijk (1979)
- Robert Jan Stips: "U.P." (1981)
- I Travel: "I Travel" (1994)
- Gilbert Montagné: "Comme une étoile" (1996)
- Jo Lemaire: "Jour et nuit" (1997)
- JVB: "BEET!" (2002)
- Rich Wyman & A Special Wild Roman (2003)
- Jules' Mescaline: "I don't care" (Pure) (2009)

## Trivia
- Dany Lademacher werd opgevoed in het Frans. Zijn vader is Franstalig (van de Elzas), zijn moeder (van Utrecht) werd opgevoed in het Frans en spreekt zelf geen Nederlands. Lademacher leerde pas Nederlands spreken in 1977 toen hij bij Herman Brood ging spelen.
- In 1981 kreeg hij een Edison voor het album Lademacher's Innersleeve in de categorie Nederlandse Pop, hoewel hij strikt genomen geen aanspraak kon maken op die categorie omdat hij Belg is.
- In 2007 kreeg Dany Lademacher tijdens popaanzee de Eddy Christiani Award, uitgereikt door Eddy Christiani zelf.